# Карачарово (Тверська область)
Карачарово (рос. Карачарово) — присілок в Конаковському районі Тверської області Російської Федерації.
Населення становить 323 особи. Входить до складу муніципального утворення місто Конаково.

## Історія
Від 2005 року входить до складу муніципального утворення місто Конаково.

## Населення
| 2010 |
| ---- |
| 323  |